# رایان گوزمن
رایان گوزمن (انگلیسی: Ryan Guzman؛ زادهٔ ۲۱ سپتامبر ۱۹۸۷) یک هنرپیشه اهل ایالات متحده آمریکا است که بیشتر بخاطر ایفای نقش شاون آسا در مجموعه فیلم‌های استپ آپ شهرت دارد.

## فیلم‌شناسی
| سال       | نام                      | نقش بازیگر    |
| --------- | ------------------------ | ------------- |
| ۲۰۱۲      | استپ آپ:انقلاب           | شاون آسا      |
| ۲۰۱۳      | مرد خانم‌ها:ساخت یک فیلم  | برت           |
| ۲۰۱۳      | باران آوریل              | الکس          |
| ۲۰۱۳      | دروغ‌گوهای کوچک زیبا      | جیک           |
| ۲۰۱۴      | همیشه ووداستاک وجود دارد | دیلن          |
| ۲۰۱۴      | استپ آپ:همه              | شاون آسا      |
| ۲۰۱۵      | پسر همسایه               | نوح ساندبورن  |
| ۲۰۱۵      | جیم و هولوگرام           | ریو پاچکو     |
| ۲۰۱۵–۲۰۱۶ | قهرمان‌ها: تولد دوباره    | کارلوس گوتیرز |
| ۲۰۱۶      | فراتر از بهشت            | سباستین       |
| ۲۰۱۶      | هر کی یک چیزی می‌خواد     | روپر          |